# Waise (Reichskrone)
Der Waise (lateinisch orphanus), oft auch als Weise bezeichnet, war der berühmteste und als völlig einzigartig empfundene Edelstein des deutschen Mittelalters. Er befand sich in der Reichskrone, dem wichtigsten Teil der Reichskleinodien des Heiligen Römischen Reiches. 

## Geschichte
Seit etwa 1200 wurde der Waise, als Leitstein und Inbegriff der Krone, auch in der deutschsprachigen Dichtung zum populären Symbol für die Reichsherrschaft. Dichter wie Walther von der Vogelweide und Otto von Botenlauben spielen auf ihn an, und die historisierende Abenteuererzählung über Herzog Ernst gibt eine fiktive Herkunftsgeschichte. Der Naturkundler Albertus Magnus beschrieb um 1250 den Waisen edelsteinkundlich als einen blassroten Stein. 
Seit der Mitte des 14. Jahrhunderts wird der Waise nicht mehr erwähnt; es ist nicht geklärt, weshalb. Im Allgemeinen wird angenommen, dass er verlorengegangen und die Lücke in der Krone durch einen anderen Stein gefüllt worden sei. So sind Umarbeitungen an der Krone nachzuweisen, die auf verlorengegangene Teile hinweisen. 
Es ist aber auch nicht auszuschließen, dass der Waise seine mythische Überhöhung als aller Fürsten Leitstern (Walther von der Vogelweide) verlor und seine Rolle in Vergessenheit geriet. So könnte er, unter dem nüchternen Blick der Neuzeit, zu dem gewöhnlichen Edelstein geworden sein, als der er sich noch an der Krone befindet. Eine Diskrepanz zwischen Mythos und Empirie bezeugt bereits im 13. Jahrhundert Albertus mit seinem Hinweis darauf, dass der Waise angeblich einst nachts leuchtete, was aber nun nicht mehr zutreffe.
Auch über die tatsächliche Gestalt und Farbe sowie den genauen Anbringungsort an der Krone gibt es in den Quellen und daraus folgend in der wissenschaftlichen und historischen Literatur widersprüchliche Angaben.

## Der Name
„Waise“ bedeutet so viel wie „einzigartiges Stück“ (ebenso eine alleinstehende Zeile in der Reimlehre).

## Erwähnungen des Waisen

### Walther von der Vogelweide
| Diu krône ist elter, danne der künic Philippes sî. dâ mugent ir alle schouwen wol ein wunder bî, wie si ime der smit sô ebne habe gemachet. sîn keiserlîchez houbet zimt ir alsô wol, daz sî ze rehte nieman guoter scheiden sol. ir dewederz dâ daz ander niht enswachet. Si liuhtent beide ein ander an, daz edel gesteine wider den jungen süezen man. die ougenweide sehent die fürsten gerne. swer nû des rîches irre gê, der schouwe, wem der weise ob sîme nacke stê: der stein ist aller fürsten leitesterne. | Die Krone ist älter, als der König Philipp ist. Daran könnt ihr alle gewiss ein Wunder erkennen, wie sie ihm der Schmied so passend gemacht hat. Sein kaiserliches Haupt passt so gut zu ihr, dass sie von rechts wegen niemand Edler trennen soll. Keines von beiden schwächt hier das andere Sie strahlen beide einander an, das edle Gestein gegen den jungen angenehmen (herrlichen) Mann. Diese Augenweide sehen die Fürsten gerne. Wer nun auch immer in Reichsfragen unschlüssig ist, der achte darauf, wem der Waise über seinem Nacken steht: der Stein ist aller Fürsten Leitstern. |

### Otto von Botenlauben
Der Minnesänger Otto von Botenlauben spielt in der 5. Zeile der Einzelstrophe vom Karfunkelstein auf den Waisen an:
Karbvnkel ist ain stain genant,
von dem saget man, wie lieht er schine.
der ist min – vnd ist das wol bewant:
zu loche lit er in dem rine.
der kvnig also den waisen hat,
das ime den nieman schinen lat.
mir schinet dirre als ime tvt der:
behalten ist min vrowe als er.
Der Waise steht hier wohl – ähnlich wie bei Walther von der Vogelweide – pars pro toto, d. h., er meint die ganze Krone. Mit dem König, dem die Krone mit dem Waisen nicht scheint, ist nach allgemeiner Auffassung einer der Doppelwahl-Könige der Stauferzeit gemeint, der – jedenfalls zum Zeitpunkt der Krönung – nicht im Besitz der Reichskrone war. Solche [Gegen-]Könige ohne Reichskrone gab es 1198 (Otto IV. – Krone im Besitz Philipps von Schwaben), 1208 (Otto IV. alleiniger König, aber die Krone von Bischof Konrad von Speier auf der Burg Trifels unter Verschluss gehalten) und 1215/1219 (Friedrich II. – Krone im Besitz Ottos IV.).

### Albertus Magnus
Der Naturkundler und Philosoph Albertus Magnus gibt eine sehr bildhaft-präzise Beschreibung der Farbe des Waisen, aber es ist eher unwahrscheinlich, dass er Gelegenheit gehabt haben sollte, die Reichskrone selbst genau in Augenschein zu nehmen. Seiner Metaphorik folgend, hatte der Stein die Farbe von dünnem Rotwein oder von einem Rotwein-Sorbet: 
wie wenn die strahlende Weiße von Schnee in das klare Rot von Wein eingedrungen wäre und dieses die Oberhand behalten hätte.
Von einem milchigen Schleier, der oft als Argument dafür angeführt wird, dass es sich um einen Opal gehandelt haben mag, spricht er hingegen nicht.
Orphanus est lapis qui in corona Romani imperatoris est, neque unquam alibi visus est, propter quod etiam orphanus vocatur. Est autem colore vinosus, subtilem habens vinositatem, et hoc est sicut si candidum nivis candens seu micans penetraverit in rubeum clarum vinosum, et sit superatum ab ipso. Est autem lapis perlucidus, et traditur quod aliquando fulsit in nocte, sed nunc tempore nostro non micat in tenebris. Fertur autem quod honorem servat regalem.

„Der Waise ist ein Edelstein in der Krone des Römischen Kaisers. Weil er niemals sonst irgendwo gesehen war, wird er der »Waise« genannt. Er hat eine Farbe wie Wein, wie zartes Weinrot, und es ist, wie wenn das blendende, leuchtende Weiß des Schnees in das helle Weinrot eindringt und dabei doch das Rot beherrschend bleibt. Dieser Edelstein glänzt stark und es heißt, er habe einst sogar bei Nacht geleuchtet; doch das tut er in unserer Zeit nicht mehr. Wohl aber wird gesagt, dass er die Ehre des Reiches bewahre.“

## Ort der Anbringung

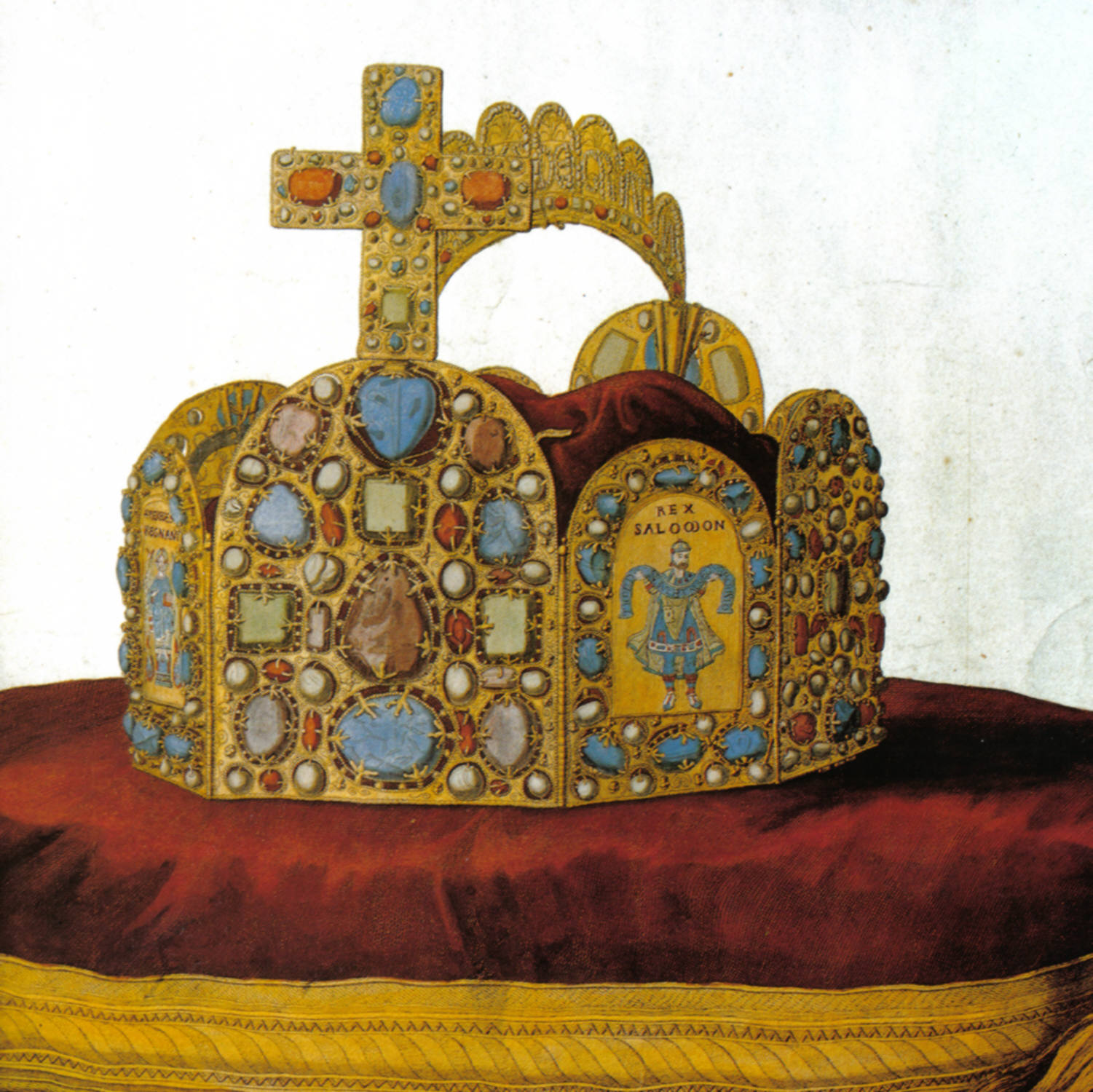
Stich der Reichskrone von Johann Adam Delsenbach

Über den Ort der Anbringung des Waisen an der Reichskrone gibt es widersprüchliche Angaben. Nach den vorhandenen Quellen kommen zwei Stellen in Frage, die Stirnplatte der Reichskrone und die Nackenplatte.